# Platanthera nivea
Platanthera nivea är en orkidéart som först beskrevs av Thomas Nuttall, och fick sitt nu gällande namn av Carlyle August Luer. Platanthera nivea ingår i släktet nattvioler, och familjen orkidéer. Inga underarter finns listade i Catalogue of Life.